# Kikuko Inoue
Pour les articles homonymes, voir Inoue.
Kikuko Inoue (井上 喜久子, Inoue Kikuko), née le 25 septembre 1964 à Yokosuka, est une seiyū (doubleuse japonaise d'anime). Elle a également interprété quelques génériques.

## Doublage d'anime

### TV
- Ah! My Goddess Belldandy
- Angelic Layer Shūko Suzuhara
- Argento Soma Guinevere Green
- Black Cat Sephiria Arks
- Captain Tsubasa Tsubasa Ōzora - jeune
- Cardcaptor Sakura Ieran Li
- Chobits Chitose Hibiya
- Clannad Sanae Furukawa
- Claymore Miria
- Code Geass Cecile Croomy
- Cosmowarrior Zero Lady Emereldas
- DearS Mitsuka Sensei
- Détective Conan Candy
- El Hazard Rune Venus
- Fairy Tail Minerva
- F-Zero: GP Legend Jody Summer
- Figure 17 Orudina
- Final Fantasy: Unlimited Fabra, Narratrice, Crux
- Fullmetal Alchemist: Brotherhood Lust
- Fushigi no umi no Nadia Electra
- Gad Guard (en) Catherine Frober
- Gankutsuou Mercédès de Morcerf
- Gate Keepers June Thunders
- Gun X Sword Carmen 99
- Gungrave Maria Asagi
- Hand Maid May Cyberdoll Mami
- Happy Lesson Yayoi Sanzein
- Happy Seven: The TV Manga Kokuanten
- Hime-chan's Ribbon Hatsune Yamashita
- Hunter X Hunter (2011) Palm Siberia
- Idol Project Corvette
- Ikki Tousen Sonsaku Goei
- Inu-Yasha Izayoi (mère de Inu-Yasha)
- Kiba Sarah
- Kiddy Grade Alv
- Les Brigades immunitaires Macrophage
- Lucky Star Miki Hiiragi
- Macross Frontier Grace O'Connor
- Magic Knight Rayearth Tatra
- Mahōjin Guru Guru Rena
- Mahoromatic Ryūsha
- Marmelade Boy Anju Kitahara
- My Little Pony Princess Celestia
- Minami no Shima no Chiisa na Hikōki Birdy Big Mama
- Mobile Suit Gundam Seed Calidad Yamato (mère de Kira Yamato)
- Mobile Suit Gundam Seed Destiny Calidad Yamato
- My-HiME Yukariko Sanada
- My-Otome Yukariko Steinburg, Gal
- Negima Shizuna Minamoto
- Okusama wa Mahō Shōjo Yoshiko Asaba/Aniesu Beru
- Onegai Teacher Mizuho Kazami
- Onegai Twins Mizuho Kazami
- Prétear Natsue Awayuki
- Ranma ½ Kasumi Tendo
- Rosario + Vampire Shizuka Nekonome
- Rune Soldier Melissa
- Saber Marionette J Panther
- Saber Marionette J to X Panther
- Sailor Stars Reiko Aya, Sailor Aluminum Siren
- Saint Tail Seira Mimori
- Shaman King Anisu
- Shima Shima Tora no Shimajirō Shimajirō's mother
- Shin Megami Tensei Devil Children Cool
- Slayers Great Leia
- Soar High! Isami Reiko Hanaoka, Mayuko
- Sorcerer Hunters Lanu, Episode 14 - God's a Big Fool
- Spiral Zone Katrina Apex
- Tôkyô Magnitude 8.0 Masami Onozawa
- To Love-Ru : Darkness 2nd Sephie Michaela Deviluke
- Umineko no Naku Koro ni Virgilia
- UFO Princess Warukyūrē Inaruba
- Weiß Kreuz Berman
- X (TV) Tohru Magami
- Yami to Bōshi to Hon no Tabibito Ritsuko
- Yumeria Nanase Chijō
- Tsuki to Laika to Nosferatu Natalia

### OAV
- 801 TTS Airbats Sakura Saginomiya
- Ah! My Goddess Belldandy
- Battle Skipper Reiko Ayanokōji
- Cosplay Complex Ranko Takara
- Clannad Sanae Furukawa
- Dōkyūsei 2 Misako Narusawa
- Dragon Half Mana, Mère de Mink )
- El Hazard Rune Venus
- Fake Arisa
- The Hakkenden Hikute
- Happy Lesson Yayoi Sanzein
- Key the Metal Idol Tomoko Mima
- Kyō kara Ore ha!! Misako
- Majū Senshi Luna Varga Zena du Rimuzuberu
- Mobile Suit Gundam : The 08th MS Team Aina Sahalin
- Moldiver (en) Brooke
- Natsu Iro no Sunadokei Tomomi Yanagihara
- Ogenki Clinic Ruko Tatase
- Otaku no video Misty May
- Princess Minerva Blue Morris
- Ranma ½ Kasumi Tendo
- Real Bout High School Tomoe Kusanagi
- Sakura taisen: École de Paris Lobelia Carlini
- Sakura taisen: Le nouveau Paris Lobelia Carlini
- SM Girls Saber Marionette R Brid
- Saber Marionette J Again Phanter
- To Love-Ru : Darkness 2nd Sephie Michaela Deviluke
- Tōshinden Uranus
- Violinist of Hameln Queen

### Film
- Ah! My Goddess, le film Belldandy
- Cardcaptor Sakura (Ieran Li)
- Clannad Sanae Furukawa
- Kiki la petite sorcière Maki
- Mobile Suit Gundam: The 08th MS Team Miller's Report Aina Sahalin
- Nadia, le secret de l'eau bleue Electra
- Ranma ½ Kasumi Tendo
- Tenchi Muyo! in Love 2: Haruka Naru Omoi Haruna

## Doublage de jeux vidéo
- Aoi Namida Haruko Kudō
- Armored Core 2: Another Age Operator
- Asura's Wrath Durga
- Ayakashi Ninden Kunoichiban Miyuki Tōno
- Baten Kaitos II Valara
- Black Matrix RupiRupi
- Castlevania: Lords of Shadow Marie Belmont
- Clannad Sanae Furukawa
- Cyber Troopers Virtual-On Oratorio Tangram Tangram
- Cyber Troopers Virtual-On Marz Tangram
- Chūka na Jansji Tenho: Painyan Yōko Shirogane
- Danganronpa V3: Killing Harmony Kirumi Tojo
- DearS Mitsuka Yoshimine
- Detonator Orgun Akitaka Miyabi
- Dōkyūsei Yoshiko Serizawa
- Dragon Age II Leandra
- Dragon Half Mana
- Dragon's Crown Sorceress
- Everybody's Golf 3 Gloria
- Everybody's Golf 4 Gloria
- Everybody's Golf 5 Gloria
- Everybody's Golf 6 Gloria
- Everybody's Golf Portable 2 Gloria
- Everybody's Tennis Gloria
- Everybody's Tennis Portable Gloria
- Evil Zone Ihadulka
- Exodus Guilty Neos Reina Tachibana, Martha, De Su
- Fire Emblem Heroes Deirdre, Niime, Rhea
- Fire Emblem: Three Houses Rhea
- Fire Emblem Warriors: Three Hopes Rhea
- Galaxy Angel Sacred Mother of the Moon Shatoyan
- Galaxy Angel II Sacred Mother of the Moon Shatoyan
- Granado Espada (version japonaise) Selva Norte
- Grand Knights History Queen Muse
- Grandia Liete
- Grandia Online Liete
- Genshin Impact Alice la mère de Klee
- Guilty Gear XX I-No
- Gungrave Maria Asagi
- Go! Go! Birdy Chance Saotome Hikaru
- Hatsukoi Monogatari Katagiri Tomomi
- Happy Lesson Yayoi Sanzein
- Hourglass of Summer Tomomi Yanagihara
- Never 7: The End of Infinity Izumi Morino
- Kono Yo no Hate de Koi wo Utau Shōjo YU-NO Ayumi Arima
- Langrisser III Lushiris, Varna
- Kisou Louga Elena
- Kisou Louga II The Ends Of Shangrila Elena
- LUNAR: The Silver Star Goddess Althena, Luna Noah
- LUNAR: Eternal Blue Goddess Althena
- LUNAR: Silver Star Story Goddess Althena, Black Songstress
- LUNAR 2: Eternal Blue Goddess Althena
- Last Bronx Tokyo Bangaichi Nagi
- Madou Monogatari I Madoukyuu 1 (red)
- Megami Paradise Stasia
- Megami Paradise II Stasia
- Metal Gear Rising: Revengeance Sunny
- Metal Gear Solid 2: Sons of Liberty Rosemary
- Metal Gear Solid 3: Snake Eater The Boss
- Metal Gear Solid 4: Guns of the Patriots Rosemary, Sunny
- Metal Gear Solid: Peace Walker Chico
- Mitsumete Knight Claire Majoram
- Miraculum The Last Revelation Cindy Ryan
- My Dream: On Air ga Matenakute Miyuki Yoshizawa
- Namco x Capcom Valkyrie, Black Valkyrie
- Natsuiro no Sunadokei Tomomi Yanagihara
- Next King  Koi no Sennen Ōkoku Coriander, Watercress, Angelica
- Night Trap Kelly
- Only You: Revel Cross Simone Kyōko White
- Phantom of Inferno Claudia McCunnen
- Project X Zone Valkyrie
- Policenauts Karen Hōjō
- Pocket Love Morizono Mirii、Morizono Marii
- Pretty Fighter Maria Christel
- Pride of the Dragon Peace Miyuna, Kiriko
- Puyo Puyo CD Tsu Will-o-wisp, Trio the Banshee
- Ranma 1/2 Tendo Kasumi
- Ranma 1/2 Battle Renaissance Tendo Kasumi
- Ranma 1/2 Byakuran Aika Tendo Kasumi
- Ranma 1/2 Datou, Ganso Musabetsu Kakutouryuu! Tendo Kasumi
- Ranma 1/2 Torawareno Hanayome Tendo Kasumi
- Riglord Saga 2 Anju
- Rogue Galaxy Ruruka Raiza
- Rune Factory Oceans Lily
- Sakura Taisen 3 ~Pari wa Moeteiru ka?~ Lobelia Carlini
- Sakura Taisen 4 ~Koi Seyo, Otome~ Lobelia Carlini
- SD Gundam G Generation World Aina Sahalin
- Segagaga Arisa (private secretary), Kaorin, Alex Kidd
- Seiya Monogatari Sister Maria
- Senran Kagura Ryoki
- Startling Odyssey II Maryuu Sensou Julia Melrose
- Star Breaker Aria Beeze
- Snatcher CD-ROMantic Jaime Seed
- Suikoden V Elza
- Super Robot Wars Tyutti Norback, Aina Sahalin
- Tales of Destiny Philia Felice
- Tales of Destiny 2 Philia Felice
- Tales of the World: Radiant Mythology Philia Felice
- Tales of the World: Radiant Mythology 2 Philia Felice
- Tales of the World: Radiant Mythology 3 Philia Felice
- Tenchu 3 Kagura
- Tengai Makyou: Daishi no Mokushiroku Dorakuroa
- True Love Story Saeko Mikami
- Unlimited Saga Laura, Marie
- Valkyrie Profile Liselia, Ahly Valkyrie, Asaka, Ai, Geena
- Valkyrie Profile: Lenneth Liselia, Ahly Valkyrie, Asaka, Ai, Geena
- Yami no Ketsuzoku -Harukanaru Kioku Yukihara Riin
- Yūkyū Gensōkyoku Arisa Astia
- Yumeria Nanase Senjō
- Shadowverse Eris